# دوري جزر كوك لكرة القدم 2003
دوري جزر كوك لكرة القدم 2003 (بالإنجليزية: 2003 Cook Islands Round Cup) هو موسم من دوري جزر كوك لكرة القدم. فاز فيه توبابا مارايرينغا.